# Ère Hakuchi
L'ère Hakuchi (en japonais: 白雉) est une des ères du Japon (年号, nengō, littéralement « le nom de l'année ») après l'ère Taika et avant le règne de l'impératrice Seimei s'étendant de 650 à 655. L'empereur et l'impératrice régnants sont Kōtoku-tennō (孝徳天皇) et Saimei-tennō (斉明天皇).

## Changement de l'ère
L'ère Hakuchi commence la sixième année du règne de l'empereur Kōtoku (650). On lui fait envoyer un faisan blanc depuis la province de Nagato, ce qui est jugé d'un heureux présage. L'empereur en est honoré et mande toutes les personnes de sa Cour dans le but de leur montrer l'oiseau. On place le faisan dans une chaise à porteurs. Ainsi surélevé, quatre personnes le promènent de tous côtés, puis le portent vers les appartements de l'empereur où il est reçu par le sadaijin et l'udaijin, qui le lui présentent. À cette occasion, le nengō est changé en Hakuchi, ce qui signifie faisan blanc.

## Événements de l'ère Hakuchi
- Hakuchi 1 (白雉元年; 650) : Kōtoku demande que soient relâchés tous les prisonniers du Yamato[2].

- Hakuchi 2 (651) : L'empereur fait faire une image de Bouddha haute de seize pieds, à partir de laquelle on grave mille autres images de cette divinité. Il fait rassembler dans son palais deux mille cent religieux et religieuses, chargés d'y lire les livres de la loi de Bouddha (issai kyō). À cette occasion, la Cour est illuminée de deux mille sept cents lanternes[3].

- Hakuchi 4 (653) : L'empereur envoie Kiso-no osani à la tête d'une ambassade, à la Cour de l'empereur Tang, qui la reçoit en audience solennelle. Plusieurs prêtres japonais accompagnent cette ambassade. Parmi eux se trouve Zio yè, fils de Fujiwara no Kamatari, qui fonde après le grand temple de la montagne Fafou-no miné-no kaï san dans la province de Yamato[4]. L'ambassade retourne à Naniwa avec des livres chinois et plusieurs trésors de Chine[5].

- Hakuchi 5 (654) : Kōtoku meurt à l'âge de 59 ans, après un règne de dix ans—cinq ans du nengō Taika, et cinq ans du nengō Hakuchi[6].

- Hakuchi 6 (655) : Saimei devient le nouveau nom honorifique de l'impératrice Kōgyoku, qui reprend, à la mort de Kōtoku, le gouvernement qu'elle lui a auparavant cédé. C'est le premier exemple dans l'histoire du Japon où la même personne occupe le trône une seconde fois. Sur sa proposition, l'impératrice transporte sa résidence de Naniwa au palais Kawara no Miya dans le district d'Asuka dans la province de Yamato. Une énorme quantité de rats et de souris arrivent de Naniwa. Peu de temps après, Saimei quitte le district d'Asuka et va résider dans le palais de Okamoto no Miya dans la province d'Ōmi. Le nadaijin Nakatomi no Kamatari est nommé régent de l'empire[7].

| Hakuchi   | 1re | 2e  | 3e  | 4e  | 5e  | 6e  |
| Grégorien | 650 | 651 | 652 | 653 | 654 | 655 |